# نفیسه دفلوریاس
نفیسه دفلوریاس (انگلیسی: Nafeesa DeFlorias) یکی از شرکت‌کنندگان دوشیزه ایالات متحده آمریکا در سال ۲۰۰۳ بوده است.